# Stengler
Stengler ist ein deutscher Familienname.    

## Bedeutung
Stengler ist ein Berufsname mit der Bedeutung Stangenschmied.

## Namensträger
- Adalbert Stengler (1850–1910), deutscher Wasserbauingenieur und Pionier der Wildbachverbauung
- Ralph Stengler (* 1956), deutscher Physiker, Hochschullehrer und Hochschulpräsident